# Taisto Heinonen
Taisto Heinonen (ur. 11 listopada 1950) – fiński kierowca rajdowy, pięciokrotny mistrz Kanady.

## Biografia
Pracował jako kierowca dla firmy Philips, a w latach 1960–1961 służył w wojsku. Karierę rajdową rozpoczął w 1964 roku od startów Volvo PV544. Początkowo rywalizował w Finlandii. W 1970 roku przeprowadził się do Kanady, a rok później zadebiutował w rajdach północnoamerykańskich. W 1973 roku zadebiutował w mistrzostwach świata, uczestnicząc w Rajdzie Press-on-Regardless. W 1974 roku wygrał pierwszy rajd na terenie Kanady, Rocky Mountain Rally. Od tego czasu rywalizował przeważnie Toyotą. W latach 1977–1980 i 1982 był mistrzem Kanady, a w sezonie 1981 zdobył wicemistrzostwo. W 1983 roku zakończył karierę sportową. Powrócił na krótko na trasy rajdowe w latach 2013–2016.
W 2003 roku został włączony do Canadian Motorsport Hall of Fame.

## Wyniki w rajdach WRC
| Legenda oznaczeń w tabelach dot. wyników | Legenda oznaczeń w tabelach dot. wyników |
| Oznaczenie                               | Wyjaśnienie |
| ---------------------------------------- | --- |
| Złoty                                    | Zwycięzca |
| Srebrny                                  | 2. miejsce |
| Brązowy                                  | 3. miejsce |
| Zielony                                  | Ukończył, punktował (w klasyfikacji generalnej gdy kierowca był sklasyfikowany oznacza zdobycie punktów w rajdzie poza trzema powyższymi opcjami) |
| Niebieski                                | Ukończył, nie punktował |
| Różowy                                   | Nie ukończył (NU) |
| Czarny                                   | Zdyskwalifikowany (DK) |
| Biały                                    | Nie został zgłoszony (-) |

| Sezon | Zespół | Samochód              | 1     | 2     | 3     | 4     | 5     | 6     | 7     | 8      | 9     | 10    | 11     | 12    | 13    | 14 | 15 | 16 | Punkty | Miejsce |
| ----- | ------ | --------------------- | ----- | ----- | ----- | ----- | ----- | ----- | ----- | ------ | ----- | ----- | ------ | ----- | ----- | -- | -- | -- | ------ | ------- |
| 1973  |        | Opel Manta            | MCO - | SWE - | POR - | KEN - | MAR - | GRE - | POL - | FIN -  | AUT - | ITA - | USA NU | GBR - | FRA - |    |    |    | 0      | -       |
| 1977  |        | Toyota Celica 2000 GT | MCO - | SWE - | POR - | KEN - | NZL - | GRE - | FIN - | CAN NU | ITA - | FRA - | GBR -  |       |       |    |    |    | 0      | -       |
| 1978  |        | Toyota Celica 2000 GT | MCO - | SWE - | KEN - | POR - | GRE - | FIN - | CAN 4 | ITA -  | CIV - | FRA - | GBR -  |       |       |    |    |    | 0      | -       |
| 1979  |        | Toyota Celica 2000 GT | MCO - | SWE - | POR - | KEN - | GRE - | NZL - | FIN - | CAN 5  | ITA - | FRA - | GBR -  | CIV - |       |    |    |    | 8      | 28      |